# Beleg en val van Constantinopel (1453)
Het beleg van Constantinopel door de legers van het Ottomaanse Rijk onder leiding van sultan Mehmet II en de uiteindelijke val van Constantinopel op pinksterzondag 29 mei 1453 betekende het einde van het Oost-Romeinse Rijk, dat overigens pas later de naam Byzantijnse Rijk kreeg. Strategisch was het een belangrijke overwinning voor de Ottomanen: ze konden hun macht uitbreiden in het oostelijke Middellandse Zeegebied en op de Balkan. Politiek betekende de dood van Constantijn XI Paleologus, de laatste keizer van Byzantium, het formele einde van het Romeinse Rijk. Historici beschouwen de val van Constantinopel doorgaans als het einde van de middeleeuwen.

## Wat voorafging

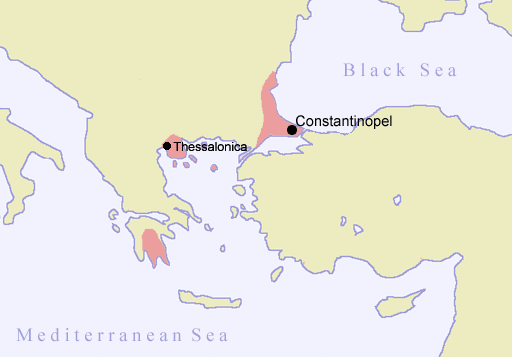
Het Byzantijnse / Oost-Romeinse Rijk rond 1400.

In haar meer dan 1100 jaar lange geschiedenis werd Constantinopel twaalf keer belegerd, maar slechts driemaal ingenomen. De eerste maal door Frankische legers (kruisvaarders) tijdens de Vierde Kruistocht in 1204. Daarbij werd de stad met zwaar militair geweld ingenomen, geplunderd en grotendeels verwoest. Hierop werd het Latijnse Keizerrijk gesticht met Boudewijn van Vlaanderen als koning, bondgenoot van paus Innocentius III. Dat werd in 1261 door Byzantijnse huurlingentroepen onder leiding van Michael Palaeologus vanuit het keizerrijk Nicea heroverd en dus een tweede keer ingenomen.
In de volgende twee eeuwen werd het erg verzwakte rijk geleidelijk aan door een nieuwe vijand, het Ottomaanse Rijk, veroverd. Het "rijk" bestond in 1453 uit niet veel meer dan de stad Constantinopel zelf en een deel van de Peloponnesos (met het fort van Mystras als centrum). Daarnaast bleef het keizerrijk Trebizonde, een volledig onafhankelijke opvolgerstaat gevormd in de nasleep van de Vierde Kruistocht, voortbestaan aan de kust van de Zwarte Zee.

## Militair beleg van Constantinopel

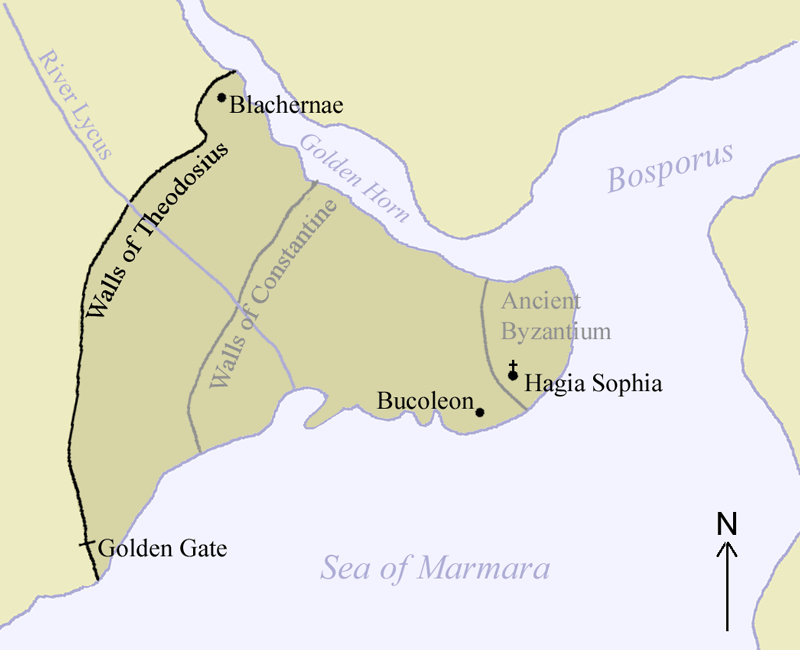
Een plattegrond van de stad.

In 1422 had Murat II, die een einde had gemaakt aan dynastieke twisten, beleg geslagen voor Constantinopel, verwikkeld in de intriges van het Ottomaanse hof. Hij plunderde de Byzantijnse bezittingen op de Peloponnesos. De sultan onderhandelde desalniettemin over een vredesverdrag en tribuut met Johannes VIII Paleologus teneinde terug te kunnen keren om een opstand in Anatolië neer te slaan. In 1430, wordt Thessaloniki door de Turkse strijdmachten ingenomen en geplunderd.
De Ottomaanse opkomst wordt steeds meer voelbaar en de basileus Johannes VIII Paleologus was vastberaden om tot een akkoord met de kerk van Westen te komen. Derhalve ondernam hij in 1438 een reis over zee naar Italië en nam bijna 700 theologen en bisschoppen met zich mee. De twee kerken herenigden zich op het concilie van Ferrara-Florence. In 1439 werd er vervolgens vrede gesloten tussen de Latijnse en orthodoxe kerken.
In 1440 werden de Turken voor Belgrado teruggedreven. Hieraan werd door de paus grote hoop op een opleving van de christelijke cultuur ontleend. Hij begon in zijn preken een pleidooi te houden voor een nieuwe kruistocht. Zijn oproepen vonden weerklank: leider van de nieuwe kruistocht werd Wladislaus, koning van Polen en Hongarije. In 1444 werden de kruisvaarders echter tot de aftocht gedwongen in de slag bij Varna, waarbij Wladislaus sneuvelde.

## Val van Constantinopel

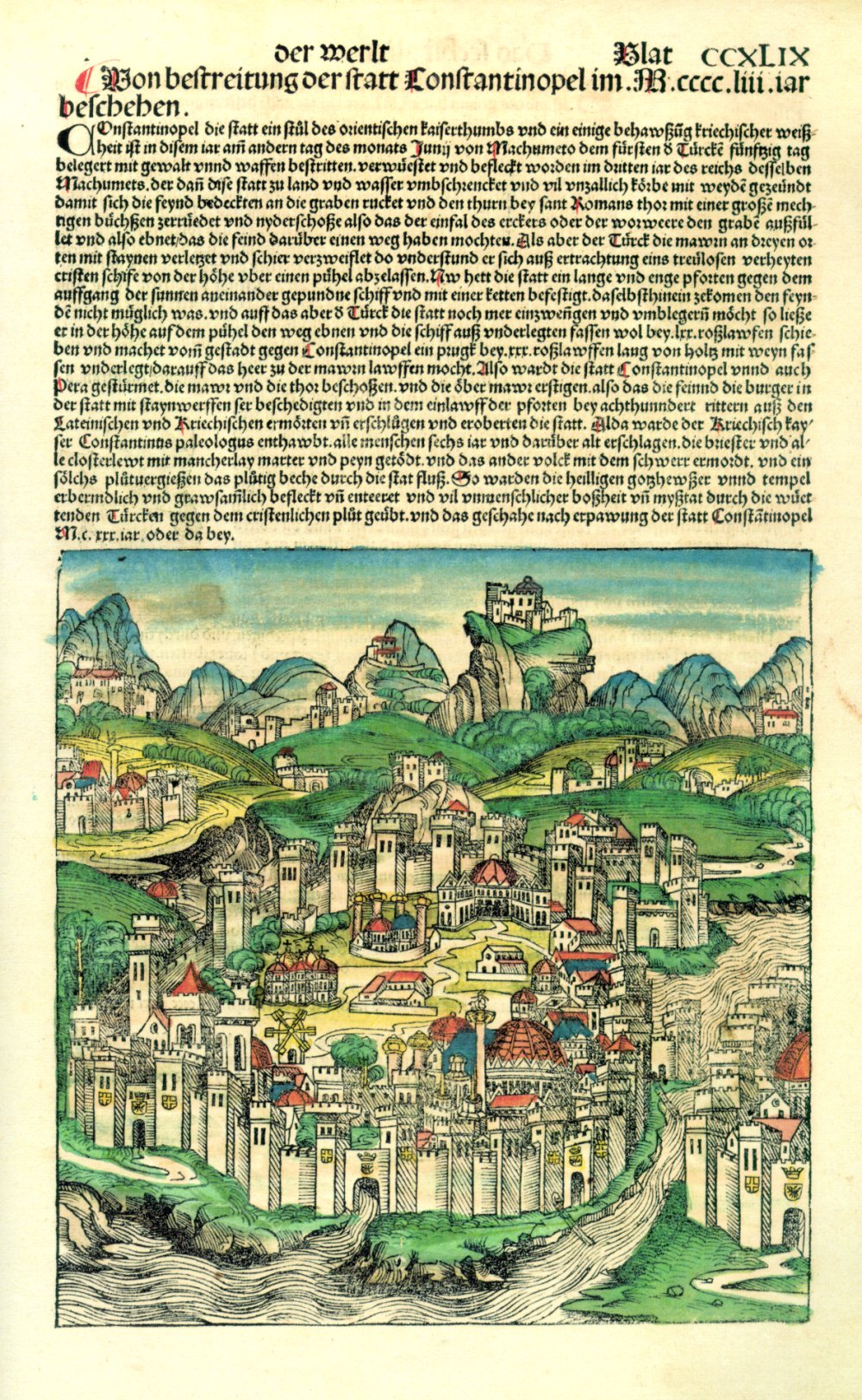
„Und ein solchs Plutvergießen das plutig Beche durch die Stat fluß. So warden die heilligen Götzheuser unnd Tempel erbermlich und grausamlich befleckt und enteeret und vil unmenschlicher Boßheit und Myßtat durch die wütenden Türken gegen dem cristenlichen Plut geübt.“ Bericht over de verovering van Constantinopel uit de Schedelsche Weltchronik van 1493. Vooraan rechts op het stadszicht is de Hagia Sophia te herkennen.

Sultan Mehmet II bood op diverse voorwaarden aan om de belegering op te heffen. Toen deze werd afgewezen, plande Mehmet de muren door brute macht in te nemen, daar hij wist dat de Byzantijnse verdedigers eerder zouden zijn uitgeput dan zijn troepen. Ook beschikte hij over sterke kanonnen, waarmee naar verwachting bressen konden worden geschoten in de zeer dikke ommuring van de stad, die lange tijd als onneembaar gold.
Op 24 mei 1453 vond er een verduistering van de maan, het symbool van Constantinopel, plaats. Hiermee werd een voorspelling over de val van de stad werkelijkheid. Vier dagen later was de hele stad in een dikke mist gehuld, een fenomeen dat in dat deel van de wereld niet voorkomt in de maand mei. Toen de mist 's avonds wegtrok, "overspoelden vlammen de koepel van de Hagia Sophia en ook lichten konden worden gezien vanop de muren, glinsterend in het afgelegen platteland ver achter het Turkse kamp (naar het westen toe)". Dit werd door sommigen gezien als de Heilige Geest die de kathedraal ontvluchtte.
Op de morgen van 29 mei begon de militaire aanval. De eerste golf van aanvallers, de Azabs (hulptroepen), hadden tot doel zo veel mogelijk Byzantijnse verdedigers te doden. De tweede aanval, die grotendeels door Anatoliërs werd gedaan, concentreerde zich op een deel van de Blachernaemuren in het noordwestelijke deel van de stad, dat al gedeeltelijk door het kanon was beschadigd. Dit deel van de muren was van een recentere datum (11e eeuw) en zwakker dan de rest. Het was daar waar de rooms-katholieke legers in 1204 door de muren waren doorgebroken. De Ottomaanse aanvallers waren ook in staat door te breken, maar werden teruggeslagen door de Byzantijnse verdedigers. De Byzantijnen slaagden er ook tijdelijk in om de derde aanval door het elitekorps van de Sultan, de Janissaren, af te slaan, maar de Genuese generaal die de infanterie leidde, Giovanni Giustiniani werd zwaargewond tijdens de aanval en zijn evacuatie van de verdedigingsmuren zorgde voor paniek onder de rangen van de verdediger. Bronnen die vijandig waren tegenover de Genuees (zoals de Venetiaan Nicolò Barbaro), zeggen echter dat Giustiniani licht of helemaal niet gewond was, maar overweldigd door vrees, de wond veinsde om het slagveld te verlaten, en zo de val van de stad te bezegelen. Deze beschuldigingen van lafheid en verraad waren zo wijdverspreid dat de Republiek van Genua diplomatieke brieven naar de regering van Engeland, de koning van Frankrijk, het hertogdom Bourgondië en anderen stuurde om het te ontkrachten.
Sommige historici suggereren dat de Kerkoportapoort in de Blachernaewijk niet was afgesloten, en dat de Ottomanen spoedig deze fout ontdekten (het was zeker geen kwestie van omkoperij of misleiding; de poort was eenvoudigweg over het hoofd gezien, vermoedelijk omdat puin van een kanonaanval de poort aan het zicht had onttrokken of geblokkeerd). De Ottomanen stormden aldus de stad binnen. In de paniek die volgde, renden Griekse soldaten naar huis om hun eigen gezinnen te beschermen; de Venetiërs vluchtten naar hun schepen. Volgens een bepaalde lezing van de geschiedenis wierp Constantijn XI zijn purperen mantel terzijde en leidde hij zelf de laatste uitval tegen de naderende Ottomanen, waarbij hij met zijn soldaten omkwam in de straten van Constantinopel. Nicolò Barbaro schrijft echter in zijn dagboek dat er geen zekerheid bestaat omtrent het uiteindelijke lot van de keizer, hoewel het gerucht de ronde deed dat hij zich had verhangen toen de Turken de stad binnendrongen. Het einde van Constantijn XI blijft in nevelen gehuld.

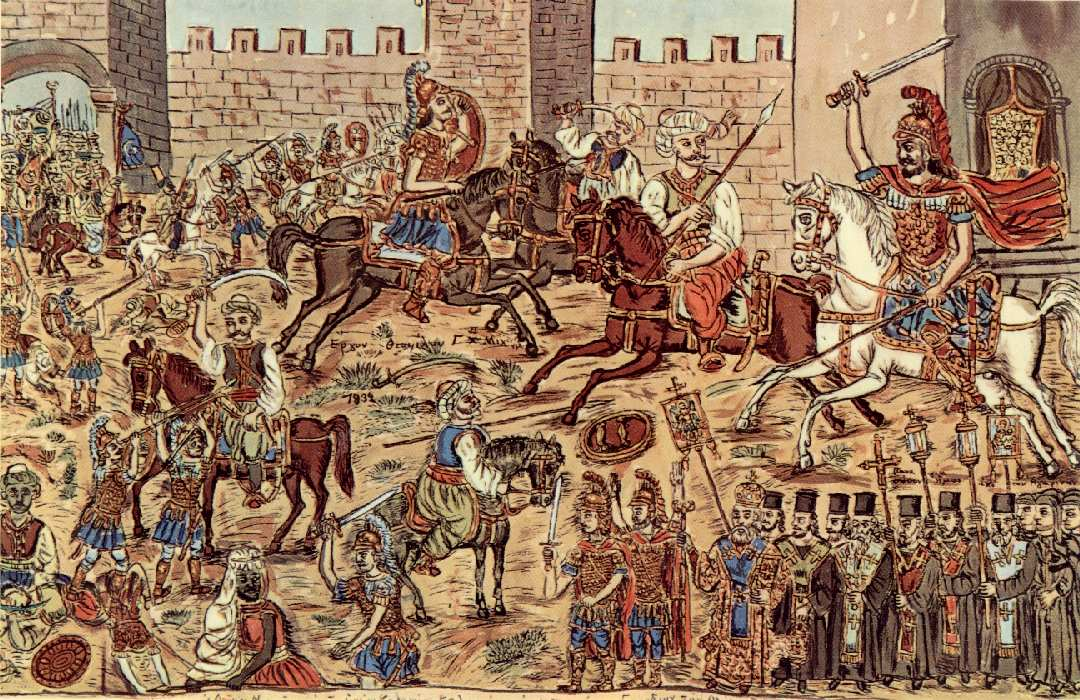
De Ottomanen zijn de stad binnengedrongen. Keizer Constantijn XI zit op het witte paard

## Plunderingen en massamoord
Toen de stad veroverd was, gaf Mehmet II zijn troepen drie dagen de tijd de stad te plunderen en uit te moorden. Een deel van de bevolking wist te ontsnappen, mede doordat de Ottomaanse soldaten meer belangstelling hadden voor de buit dan voor de moord op vluchtelingen en waarbij de soldaten soms met elkaar om de buit vochten. Venetiaanse soldaten braken de poort naar de Gouden Hoorn door, waar de schepen zich vulden met Venetianen, gevolgd door Genuezen. Zelfs het keizerlijke schip wist de haven op tijd te verlaten. Onder hen waren ook veel geleerden van de universiteit van Constantinopel die nog een groot aantal wetenschappelijke boeken mee wisten te nemen.
Intussen was een groot deel van de bevolking samengestroomd in de Hagia Sophia in de hoop op bescherming, maar de Ottomaanse troepen wisten het gebouw binnen te komen en verdeelden de aanwezigen op basis van de prijs die ze op de slavenmarkten zouden opbrengen. Volgens de historicus Philip Mansel werden duizenden burgers vermoord en dertigduizend tot slaaf gemaakt of gedeporteerd. Vrouwen werden massaal verkracht. De slachting moet zo massaal zijn geweest, dat de Venetiaan Barbaro schreef dat het bloed door de stad vloeide 'als regenwater in de afvoergoten na een plotselinge zware storm" en dat de lichamen in de zee dreven "als meloenen door een kanaal".
De verliezen onder de Ottomanen zijn onbekend maar moeten volgens de meeste historici aanzienlijk zijn geweest, vanwege de verscheidene mislukte pogingen de stad in te nemen.
Sommige rooms-katholieke theologen zagen hierin de hand Gods. De schismatieke Photiërs verwierpen het katholieke dogma van het filioque, namelijk dat de Heilige Geest voortkomt uit God de Vader én uit God de Zoon en niet uit God de Vader alleen. Volgens de regels van de Rooms-Katholieke Kerk was deze manier van denken ketterij en zouden de andersdenkenden gestraft worden door overweldigd te worden op het feest van de Heilige Geest: pinksterdag 29 mei 1453.

## Nasleep
Op de derde dag na de verovering riep Mehmet II het plunderen een halt toe. Hij zag hoe de stad bijna geruïneerd was. Kerken en andere gebouwen werden gestript van alle schoonheid, alle kostbaarheden en kennis waren weg. Volgens de Byzantijnse historicus Gregorius Sphrantzes beloofde Mehmet aan de vluchtelingen en aan hen die nog niet ontdekt waren, dat ze naar hun huizen konden terugkeren en hun positie weer konden innemen alsof er niets gebeurd was.
De Hagia Sophia werd in een moskee veranderd, maar het Oecumenisch patriarchaat bleef in functie en wees een nieuwe patriarch aan.
Met de inname van Constantinopel kreeg Mehmet II zeggenschap over de stad die hij als de vanzelfsprekende hoofdstad van zijn rijk beschouwde. Met de val van het Byzantijnse Rijk was hij nu ook verlost van een vijand in zijn achterhoede bij zijn opmars naar Europa. Veel bewoners met hoge functies in het Byzantijnse Rijk, Fanarioten genoemd, schopten het tot adviseurs van Ottomaanse heersers.

### Katholieke Kerken
De val van Constantinopel was een zware klap voor de Rooms-Katholieke Kerk en de wereldlijke leiders die haar bondgenoten waren, het maakte het westen kwetsbaar voor de sterke legers uit het oosten. Paus Nicolaas V riep op tot een onmiddellijke tegenaanval in de vorm van een nieuwe grootschalige militaire expeditie (kruistocht), maar geen enkele Europese heerser was van plan deze oproep te volgen, zoals ze daarvóór wel steeds hadden gedaan. De paus besloot toen maar zelf te gaan, maar door zijn plotselinge dood kwam daar niets van terecht.
Na de val van Constantinopel nam Moskou de rol over van machtigste kerkelijk centrum binnen de oosters-orthodoxe kerken. Hoewel het patriarchaat van Constantinopel nog steeds bestaat en de patriarch van Constantinopel de eerste onder de gelijken (primus inter pares) is binnen de hiërarchie van de oosters orthodoxe kerken. De geloofsgemeenschap in Constantinopel is echter bijzonder klein.

### Renaissance
Er was al eeuwen sprake van uitwisseling van kennis en geleerden tussen het oosten en het westen, maar na de verovering van Constantinopel door de Ottomanen trokken veel Griekse geleerden daar weg en vestigden zich meer westelijk, waaronder Johannes Argyropoulos en Constantijn Laskaris. Deze vluchtelingen namen naast hun kennis ook de nodige documenten mee naar Italië en andere landen, waarmee zij de Renaissance in een stroomversnelling brachten.

## Voetnoten
1. Bibliothèque nationale de France, Département des manuscrits, Français 9087, f. 207v. Gearchiveerd op 6 oktober 2022.
2. ↑  Bibliothèque nationale de France, Département des manuscrits, Français 9087, f. 207v. Gearchiveerd op 6 oktober 2022.
3. ↑  https://www.ellopos.net/elpenor/vasilief/constantine-xi-capture-of-constantinople.asp. Gearchiveerd op 22 februari 2023.
4. ↑   https://www.amazon.ca/Battles-That-Changed-History-Decisive/dp/1842223828
5. ↑  A. Pertusi (ed.), La Caduta di Costantinopoli, Verona, 1976.
6. ↑  S. Runciman, The Fall of Constantinople: 1453, Londen, 1965.
7. ↑  Nicolle 2000, p. 45.
8. ↑  R.W. Martin, The Mystery Surrounding the Fall of Constantinople (1453), MilitaryHistory.About.com (2006).. Gearchiveerd op 11 maart 2007. Geraadpleegd op 2 maart 2007.
9. ↑  A. Pertusi (ed.), La Caduta di Costantinopoli, Verona,1976.
10. ↑  S. Runciman, The Fall of Constantinople: 1453, Londen, 1965, p. 77 (voetnoot 1).
11. ↑  Nicolle 2000, p. 44.
12. ↑  Georgios Sphrantzes, Chronicon Maius.
13. ↑  R. Crowley, 1453: the holy war for Constantinople and the clash of Islam and the West, New York, 2005.
14. ↑  Nicolò Barbaro (Giornale dell'Assedio di Costantinopoli, 1453, p. 46) dateert de eclips op 22 mei 1453, maar dit lijkt niet te kloppen (cf. S. Runciman, The Fall of Constantinople: 1453, Londen, 1965, p. 122 (voetnoot 1).).
15. ↑  Onze voornaamste bronnen zijn Nicolò Barbaro, Giornale dell'Assedio di Costantinopoli, 1453, pp. 46, 48, Georgios Sphrantzes, Chronicon Maius, pp. 264-265, Ubertinus Pusculus, Constantinopolis, 1464, p. 79, Critoboulos van Imbros, Historia, pp. 58-59, Slavische kroniek, p. 122; cf.S. Runciman, The Fall of Constantinople: 1453, Londen, 1965, pp. 112-122 (p. 122 voetnoot 1). Barbaro, Sphrantzes en Pusculus waren tijdens het beleg in de stad aanwezig.
16. ↑  A. Pertusi (ed.), 1976, Epistola reverendissimi patris domini Isidori cardinalis Ruteni scripta ad reverendissimum dominum Bisarionem episcopum Tusculanum ac cardinalem Nicenum Bononiaeque legatum (brief van kardinaal Isidorus aan kardinaal Johannes Bessarion, 6 juli 1453), Epistola reverendissimi in Christo patris et domini domini Leonardis Ordinis Praedicatorum, archiepiscopi Mitileni, sacrarum litterarum professoris, ad beatissimus dominum nostrum Nicolaum papam quintum (brief van de aartsbisschop van Mitilene Leonardo di Chio aan paus Nicolaas V, 16 augustus 1453).
17. ↑  Nicolò Barbaro, Giornale dell'Assedio di Costantinopoli, 1453.
18. ↑  C. Desimoni, Adamo di Montaldo, in Atti della Società Ligure di Storia Patria 10 (1874), pp. 296-297.
19. ↑  D. Hatzopoulos, The Fall of Constantinople, 1453, in Romiosini: Hellenism in the Middle Ages, Greece.org (2003).
20. ↑  Barbaro, Giornale, p. 57
21. ↑  Nicolò Barbaro, Giornale dell'Assedio di Costantinopoli, 1453. in de Biblioteca Marciana in Venice. Vertaling in het Engels: John Melville-Jones (New York: Exposition Press, 1969)
22. ↑   Runciman, Steven (1965). The Fall of Constantinople, 1453 (Canto ed.). Cambridge, England: Cambridge University Press. ISBN 978-0521398329.